# Іванчик Віктор Петрович
Ві́ктор Петро́вич Іва́нчик (нар. 2 квітня 1956, с. Пузикове Глобинського району Полтавської області) — український підприємець, співзасновник, мажоритарний акціонер та СЕО агропромхолдингу Астарта. Заслужений працівник сільського господарства України.

## Життєпис
Народився у селі Пузикове Глобинського району Полтавської області. У підлітковому віці заробив перші гроші на фермі, згодом був помічником тракториста й комбайнера. У студентські роки працював у будівельних загонах.

### Освіта
1973—1979 навчання у Національному аерокосмічному університеті ім. М. Є. Жуковського «Харківський авіаційний інститут», кваліфікація інженер-механік.
1994 — навчання у Французькій бізнес-школі.
2006—2007 — навчання у Міжнародному інституті менеджменту (МІМ-Київ) за програмою Senior Executive MBA.
2019 — навчання у Києво-Могилянській бізнес-школі за програмою Школа стратегічного архітектора.

### Кар'єра
1979—1983 — помічник майстра, інженер-технолог у Київському авіаційному виробничому об'єднанні.
1983—1993 — військова служба.
У 1993 році став співзасновником і директором підприємства з іноземними інвестиціями за участю українського капіталу фірми «Астарта-Київ».
У 2006 році команда Астарти під керівництвом Віктора Іванчика успішно проводить первинне розміщення акцій компанії на Варшавській фондовій біржі і першою серед українських аграрних компаній отримує статус  публічної.
Станом на січень 2024 року Віктор Іванчик є одним з мажоритарних акціонерів агропромхолдингу Астарта з часткою 40,3 % та СЕО компанії.
Віктор Іванчик також співвласник Astarta Organic Business Centre, відкритого у 2017 році в Києві на Подолі. Він став першим бізнес-центром в Україні класу «А», який пройшов міжнародний аудит по стандарту BREEAM (оцінка екологічності об'єктів) і отримав відповідний сертифікат.

## Гуманітарна та громадська діяльність
У 2009 році Віктор Іванчик та його дружина, Ірина Іванчик, заснували благодійний фонд «Повір у себе», мета якого — сприяння розвитку освіти та науки, нової генерації освічених українців, шляхом надання підтримки талановитим студентам та викладачам.
З початком повномасштабної війни у 2022 році фонд трансформував свою діяльність та, спільно з Астартою, створили гуманітарну платформу Common Help Ukraine, яка об'єднала десятки партнерів з 12 країн світу та 1000 волонтерів. Основні напрямки діяльності платформи: гуманітарна допомога постраждалим від війни українцям, підтримка військових, розвиток регіонального підприємництва, а також впровадження програми «Життєстійкості» для допомоги ветеранам і родинам військових, внутрішньо переміщеним особам, людям з інвалідністю, малозабезпечених та літнім людям.
З 2018 року — голова та член наглядової ради Національного університету «Києво-Могилянська академія». Входить до чинного складу президій Федерації роботодавців України, Української аграрної конфедерації, Українського клубу аграрного бізнесу.
Член Ради з питань підтримки підприємництва — консультативно-дорадчого органу при Президентові України (з 27 червня 2025).

## Особисте життя
Одружений, має трьох доньок та пасинка. Дружина Ірина Іванчик — PhD, співзасновниця благодійного фонду «Повір у себе», засновниця Common Space, сенаторка Українського католицького університету.

## Визнання
- «Підприємець року 2023» у номінації «Прозорість бізнесу та ділова репутація» і «Вибір аудиторії Forbes» за версією Forbes Ukraine[10].
- «СЕО ефективної компанії 2023» в агропромисловому секторі України за версією Forbes Ukraine[11].
- Увійшов у список лідерів України «УП100» за версією Української правди у 2023 році[12].
- SDG Pioneer for Sustainable Business Strategy за досягнення у просуванні Цілей сталого розвитку за версією міжнародного конкурсу SDG Pioneers Глобального договору ООН, Нью-Йорк, 2022 рік[13].
- Почесне звання «Заслужений працівник сільського господарства України» (2007)[14].

## Публікації
- «Європа з більшою охотою ставиться до нашого цукру, ніж до бразильського. Як Віктор Іванчик намагається перетворити свою „Астарту“ на агрохолдинг майбутнього». (Інтерв'ю Форбс Україна)
- Побудовано навічно — Віктор Іванчик | Business Breakfast із Володимиром Федоріним
- «Потрібно розбудовувати систему цивільної оборони країни, тоді жодному агресору не захочеться напасти на Україну» — Віктор Іванчик
- Як проєкт «Сміливі» допомагає малому бізнесу під час війни
- Освітній курс «Бізнес: сталий розвиток»
- «Сила прозорості. Чи дає відкритість більше можливостей бізнесу та державі»
- «Я не візьму на роботу того, хто винуватить обставини». Правила бізнесу власника аграрного холдингу «Астарта» Віктора Іванчика (Форбс Україна)